# Popowia setosa
Popowia setosa är en kirimojaväxtart som beskrevs av Friedrich Ludwig Diels. Popowia setosa ingår i släktet Popowia och familjen kirimojaväxter. Inga underarter finns listade i Catalogue of Life.